# Papst Johanna
Papst Johanna ist ein britischer Spielfilm aus dem Jahr 1972, der unter der Regie von Michael Anderson entstand.
Die dramatische Filmhandlung basiert auf der mittelalterlichen Legende der Päpstin Johanna.

## Handlung
Das Fränkische Reich im 9. Jahrhundert, Johanna reist mit ihrer Mutter und ihrem Vater, einem englischen Wanderprediger, durch die Lande, immer dort predigend, wo sich die Gelegenheit ergibt. Auch Johanna, die schon früh von ihrem Vater das Lesen und Schreiben erlernt hat und so in den biblischen Texten lesen kann, hilft bei den Predigten mit. Sie liest Texte der Bibel vor und erstaunt damit die Zuhörer, die kaum glauben können, dass ein solch junges Mädchen solches vermag.
Jahre vergehen. Als erstes stirbt die Mutter, dann der Vater. So ist nun Johanna, mittlerweile zur jungen Frau herangewachsen, ganz allein auf sich gestellt. Diese Situation wird von drei Mönchen, die mit ihr und dem Vater mitreisten und mit predigten, ausgenutzt. Sie wird von ihnen vergewaltigt. Schwer traumatisiert tritt sie in ein Kloster ein und wird Nonne.
Dort lernt sie den Mönch Adrian kennen, welcher Gemälde von Heiligen malt, was dieser als seine eigentliche Berufung versteht. Er beginnt eine Liebschaft mit Johanna, denn er lebt, wie viele andere Geistliche dieser Zeit, nicht im Zölibat.
Eines Tages erreichen neue Nachrichten das Kloster. Kaiser Ludwig ist tot. Sein Sohn Lothar und dessen Sohn Karl streiten sich nun um den Königsthron. Lothar hat die Sachsen als Verbündete gewonnen, was er mit dem Zugeständnis der Zulassung des Glaubens an Wotan erreicht hat. So kommt es dazu, dass sächsische Krieger das Kloster überfallen, die Nonnen meucheln und das Kloster bis auf die Grundmauern niederbrennen. Aber Adrian und Johanna können diesem Inferno knapp entrinnen. Zur Erleichterung der Flucht schneidet sich Johanna die Haare und gibt sich im Folgenden als Mönch, namens Johannes, aus. Adrian und Bruder Johannes treffen auf das Heer Lothars und dessen älteren Sohnes Ludwig. Kurz zuvor hat es eine Schlacht gegeben, deshalb erliegen noch viele der Krieger ihren frischen Verwundungen. Bruder Johannes soll die Beichten der Sterbenden abnehmen, aber er verweigert sich, denn er sei nicht ordiniert. Deshalb wird Bruder Johannes vor einen Bischof gebracht, der ihn sogleich ordiniert. Am nächsten Tag wird das Lager abgebrochen. Bruder Adrian und der noch recht junge Bruder Johannes nutzen den Tumult, um das Heer Lothars zu verlassen. Sie gehen in den Süden, zunächst nach Athen, in ein Kloster, wo die Möglichkeit des Lesens und Betens gegeben ist. Dort angelangt erfahren sie, dass bei einer Schlacht in Linz Prinz Lothar gefallen ist. Nun streitet sich dessen Sohn Ludwig mit Karl um die Kaiserwahl.
In dieser Zeit beginnt Johanna, immer noch als Pater Johannes verkleidet, zu predigen. Ihr Weg führt sie mit Adrian zusammen nach Rom. Auch dort predigt sie als Pater Johannes. Sie fällt dem Vatikan auf, wird vor den kränkelnden Papst geladen. Papst Leo ist von ihr stark beeindruckt, ernennt sie zum Kardinal sowie zum päpstlichen Privatsekretär. Mit Verwunderung und Zweifel nimmt sie, getrieben von der Hoffnung, etwas in der Welt verändern zu können, das Amt an. Als Privatsekretär schafft sie es mit Verhandlungsgeschick und List, ein Bündnis zwischen Ludwig und Karl gegen die Sarazenen herzustellen, wodurch das Reich nicht mehr weiter durch den Streit der Brüder zerstört wird.
Doch bald darauf stirbt der Papst, nicht ohne auf dem Totenbett zu wünschen, dass Johannes sein Nachfolger werden möge. Tatsächlich halten sich die Kardinalbischöfe an seinen Willen und wählen Johannes zum neuen Papst, der denn dann auch ohne Verzögerung zum Papst gekrönt wird. Einige Zeit später steht Ludwig vor den Toren Roms, er gedenkt die Wahl nicht anzuerkennen. Der neue Papst droht Ludwig die Exkommunikation an, schafft es, ihn umzustimmen und krönt ihn zum Kaiser des römischen Reiches. Dabei erkennt Ludwig jedoch, dass Johannes eine Frau ist, welcher er einst in einem Kloster begegnet war. Er küsst sie, was Johanna, die sich damals im Kloster in den jungen Ludwig verliebte, leidenschaftlich erwidert. Alsbald fühlt sich der Papst unwohl und krank. Während einer Prozession, zur Feier des Sieges von Ludwig und Karl gegen die Sarazenen, in Rom bricht Papst Johannes schmerzerfüllt mit Schreien zusammen.
In dieser Stunde erkennt Johanna ihre Schwangerschaft, aber es ist zu spät, sie stirbt bei der Geburt ihres Kindes. Die Menge, welche die Prozession beobachtete, reißt den Papst Johanna in Stücke.

## Hintergründe
Vier Jahre nachdem Michael Anderson den Film In den Schuhen des Fischers gedreht hatte, beschäftigte er sich erneut mit dem katholischen Papsttum, diesmal mit der Legende der Päpstin Johanna. Der dabei entstandene Historienfilm wurde in Zypern und Rumänien gedreht.
In den Vereinigten Staaten, in Westdeutschland und in Finnland erschien der Film im Jahr 1972 in den Kinos. Es folgten Premieren in Dänemark (1973) und Frankreich (1974).
Der Film Papst Johanna war jedoch nicht sonderlich erfolgreich und verschwand so auch schnell wieder von den Kinoleinwänden.
Die Kinofassung erschien wohl erstmals 2007, unter dem Titel: Papst Johanna, sowohl mit einer englischen als auch mit einer deutschen Tonspur, auf DVD. Diese Fassung besitzt eine Laufzeit von ungefähr 105 Minuten.
Doch 2003 war im englischen Sprachraum schon eine restaurierte und erweiterte Fassung, mit einer Laufzeit von 132 Minuten, unter dem Titel: Pope Joan auf DVD erschienen. Diese erneuerte Filmfassung ist geprägt von einer hinzugefügten Rahmenhandlung.
Durch diese Erweiterung stellt sich die Filmhandlung ein wenig anders dar. Der Film spielt durch die erweiterte Rahmenhandlung im Amerika zu Zeiten der Hippiebewegung und handelt von einer modernen protestantischen Predigerin, die eine starke Verbundenheit zur legendären Päpstin Johanna verspürt. Die Psychiater Dr. Stevens und Dr. Corwin versuchen die besagte junge Frau in die Zeit des 9. Jahrhunderts zu versetzen, um festzustellen, ob sie die Reinkarnation der Päpstin ist. In dieser Fassung sind die mittelalterlichen Filmsequenzen als Flashbacks und Flash-Forwards eingefügt.
Im Jahr 2009 wurde die Geschichte der Päpstin abermals als Film adaptiert. Diese neue Verfilmung des Regisseurs Sönke Wortmann nach dem Roman Die Päpstin von Donna Woolfolk Cross, unter dem Titel Die Päpstin, gewann jedoch einen höheren Bekanntheitsgrad.

## Kritik
- „Der Film begnügt sich mit der Außenseite dieser fantastischen Mär, indem er das abenteuerliche und düstere Zeitkolorit des 9. Jahrhunderts zu einem Schau- und Schauerbild gestaltet: Frommes und Lüsternes prickelt zusammen, Liebesheimlichkeit als Schnulze, Kampfgemetzel und Nonnenschändung als Horror.“ – Lexikon des internationalen Films[16]

- Die Berliner Zeitung schrieb Ende 2009:

„Wer jetzt vor Weihnachten noch ein paar Euros übrig hat, kann sich im Kino gern „Die Päpstin“ antun. Er kann es aber auch lassen und statt dessen einen alten Film von Michael Anderson erwerben, in dem das legendenumwobene weibliche Oberhaupt von Gottes allein seligmachender Kirche von Liv Ullmann verkörpert wird. […] Andersons Film mag vielleicht kein Meisterwerk sein, zeigt aber eine ungewöhnliche Variante des Stoffs und vereint exzellente Schauspieler […]“

- Auch im Focus wurde die Neuverfilmung mit der Verfilmung von Michael Anderson verglichen und fiel dabei, mit folgenden Worten, durch: „Etwas fade ist auch Hauptdarstellerin Johanna Wokalek […]. Sie ist, anders als Liv Ullmann in einem Film aus den Siebzigern über die Päpstin-Legende, eine Leerstelle, die Prügel, Mobbing, Pest und die Wahl auf den heißen Stuhl unbewegt hinnimmt. Ein fleißiges Bienchen mit Tonsur, das als Sprachrohr für emanzipatorisch-aufklärerische Botschaften dient […] Vernunft, Wissen, Lernen und Mut lautet ihr Credo, für das ihr der Glaube Argumente liefert: Amen.“[18]

## Filmmedien
- DVD: Papst Johanna – Alive – Vertrieb und Marketing
- DVD: Pope Joan – Platinum Disc
- Musik: Pope Joan She Who Would Be Pope – Active Distribution Ltd.